# مقابلة مع مصاص الدماء (رواية)
مقابلة مع مصاص الدماء (بالإنجليزية:Interview with the Vampire) هي رواية رعب قوطية عن مصاص دماء، صُدرت عام 1976 بقلم الكاتبة الأمريكية آن رايس (Anne Rice). وكانت أولى رواياتها. تتمحور الرواية، المستوحاة من قصة قصيرة كتبتها رايس عام 1968، حول مصاص الدماء لويس دي بوينت دو لاك (Louis de Pointe du Lac)، الذي يسرد قصة حياته لصحفي. ألفت رايس الرواية بعد وفاة ابنتها الشابة ميشيل بوقت قصير، والتي شكلت إيحاءً لشخصية مصاصة الدماء اليافعة كلوديا. بالرغم من أن موضوع الكتاب تلقى نقدًا متفاوتًا في البداية، إلا أنه تبع الكتاب عدة أجزاء مشهورة، مكّونةً مجموعة روايات تعرف بتاريخ مصاص الدماء (The Vampire Chronicles). صُدر فيلم مقتبس عن الرواية عام 1994، من بطولة براد بيت، وتوم كروز. وقد ارتكزت ثلاثة مجلات كوميدية على الرواية أيضًا.

## مختصر أحداث الرواية
يخبر مصاص الدماء لويس دي بوينت دو لاك قصة حياته البالغة مئتي عام لصحفي يشار له بالصبي فحسب. في عام 1971، يعيش لويس في ولاية لويزيانا، حيث يملك بستانًا لزراعة نبات النيلة، ولكنه يسعى لإنهاء حياته بأي طريقة ممكنة؛ لتأثره بوفاة أخيه المتدين. يتقرب مصاص دماء يدعى لستات دي لينكورت (Lestat de Lioncourt) من لويس؛ راغباً بمصادقته. ثم يجعل ليستات لويس مصاص دماء ويصبحا كلاهما صديقين خالدين. بينما يتغذى ليستات على دماء عبيده، يشبع لويس عطشه بدماء الحيوانات؛ بسبب بغضه لفكرة قتل البشر للبقاء على قيد الحياة. ولكنهما يُجبران على المغادرة عندما ينتشر الخوف بين عبيد لويس من الوحوش التي يعيشون معها ويحاولون الانتفاض عليهم. يضرم لويس النار بمزرعته، ويقتلان جميع العبيد؛ لإبقاء وجود مصاصين الدماء في لويزيانا سراً. ولكن تدريجياً، يخضع لويس لتأثير ليستات، ويقتات على الآدميين. يتصالح لويس مع طبيعته مصاص دماء ببطء، ولكن أيضًا يشتد بغضه من فقدان ليستات التعاطف مع البشر الذين يفترسهم.
عقب فرارهما إلى نيو أورلينز، يتغذى لويس على دماء طفلة  مصابة بالطاعون تبلغ من العمر سبعة أعوام، كان قد وجدها بجانب جثة والدتها. ثم يفكر لويس بالتخلي عن ليستات والمضي بطريقه وحيدًا. خوفًا من رحيل لويس، يجعل ليستات الطفلة مصاصة دماء؛ لتكون بمثابة ابنة لهما، ولإعطاء لويس سببًا للبقاء معه. تُسمى الفتاة كلوديا. وبالرغم من ذعر لويس بشأن تحويل ليستات طفلة إلى مصاصة دماء، إلا أنه يعطف على كلوديا. تعتاد كلوديا على القتل بسهولة ولكن مع مرور الوقت تدرك عدم قدرتها على التقدم في العمر؛ تصبح امرأة حاسمة وفائقة الذكاء، وفي الوقت نفسه يبقى جسدها، جسد فتاة صغيرة. تلوم كلوديا ليستات على وضعها هذا، وعقب 60 سنة من العيش معه، تدبر مكيدة لقتل ليستات بالسم ثم نحره. بعدها يلقيان لويس وكلوديا جثة ليستات في مستنقع قريب. ثم يستعدان للهرب إلى أوروبا. ولكن يظهر ليستات من جديد، بعد تعافيه من هجوم كلوديا عليه، ويشن هجومًا مقابلاً. بالكاد استطاع لويس الهرب مع كلوديا بعد افتعاله حريقاً في منزلهما، تاركين النار تلتهم ليستات، الذي يشتاط غضباً.
بعد وصولهما إلى أوروبا، يبحثان لويس وكلوديا عن مصاصين دماء آخرين. فيسافران في جميع أنحاء أوروبا الشرقية أولاً. وبالفعل، يلتقيان بمصاصي دماء، ولكنهم مجرد جثث طائشة حية. عندما وصلوا فرنسا فحسب يلتقون بمصاصي دماء مثلهم – خاصة، مصاص الدماء أرماند ذو 400 عام وعائلته في مسرح مصاصين الدماء (Théâtre des Vampires). بما أن أرماند وعشيرته يقيمون في مسرح قديم، فإنهم يتنكرون كبشر ويقتاتون على الناس المذعورين، وهم على قيد الحياة، في مسرحيات وهمية أمام المشاهدين مباشرة (الذين يعتقدون أن عمليات القتل مجرد تمثيل واقعي). شعرت كلوديا بالخيبة من مصاصين الدماء هؤلاء وأفعالهم التي تعتبرها مسرحيات رخيصة، ولكن لويس وأرماند ينجذبان إلى بعضهما البعض.
تقنع كلوديا لويس بجعل صانعة الدمى الفارسية، مادلين، مصاصة دماء لتكون مرافقتهما، لثقتها بأن لويس سيتخلى عنها مقابل أرماند. يعيشون لويس، ومادلين، وكلوديا سوية لوقت قصير، ولكن تختطفهم عشيرة أرماند في إحدى الليالي. ثم يصل ليستات إلى باريس بعد نجاته من حريق نيو أورلينز. تؤدي اتهاماته ضد لويس وكلوديا إلى احتجاز لويس في تابوت ليتضور جوعًا، بينما تُحتجز كلوديا ومادلين في فناء مفتوح. يصل أرماند إلى مكان احتجازهم ويطلق سراح لويس، ولكن تحرق الشمس المشرقة مادلين وكلوديا حتى الموت؛ ويجد لويس، مفطور الفؤاد، بقايا رفاتهما. يعود لويس للمسرح في الليلة التالية، ويضرم فيه النار، ويقتل جميع مصاصي الدماء في الداخل، ثم يرحل مع أرماند. يتنقلان سويًا عبر أوروبا لعدة سنوات، ولكن لا يتخطى لويس موت كلوديا كلياً، وسريعا ما تتلاشى العواطف بين لويس وأرماند. بعد أن شعر بالملل من العالم القديم، يعود لويس إلى نيو أورلينز في بدايات القرن العشرين. يعيش لويس بمفرده، ويتغذى على أي مخلوق يعترض سبيله، ولكنه يبقى في الضلال، فاقداً الأمل من إيجاد رفيق آخر له.
ينهي لويس قصته، بإخبار الصبي عن آخر مواجهة له مع ليستات في نيو أورلينز في العشرينيات من القرن العشرين؛ بعد 200 سنة من العيش، يسأم لويس من الخلود وجميع الإلآم والمعاناة التي شهدها. ولكن بعد أن يدرك الصبي القوة العظيمة التي يتمتع بها مصاصو الدماء، يتوسل ليصبح مصاص دماء. يرفض لويس طلب الصبي، غاضبًا من عدم تعلمه أي درس من قصته، فيهاجم الصبي ويختفي دون أن يترك له أثراً. ثم يغادر الصبي ليتقفى أثر ليستات على أمل أن يمنحه الخلود.      